# 村井顕八
村井 顕八（むらい けんぱち、或いは むらい あきらはち、明治22年（1889年）11月8日？‐没年不明）は、北海道出身の柔道家（最終段位は八段）、後に八光流柔術に転じ師範となった。

## 経歴
旧制中学在学中に柔道参段を取得。明治末期、村井が小樽高等商業学校の生徒だった時期、同校の柔道部に所属する傍ら柔道場を開き指導していた。この頃、『小樽新聞』と『北海タイムス』に掲載された武田惣角の対談記事の中で、柔道を貶す発言が記されていたのを読み、札幌の惣角の宿泊先に行って詰問した。その場でも惣角が柔道を侮る発言をしたため惣角と試合をおこない、前絞めで上から惣角を絞め落とした。惣角は顕八戦以降、肌身離さず体中に武器を携帯するようになり、家族にもみだりに体を触らせることはなかったという。
その後、講道館に移った村井は三船久蔵（村井・三船とも当時は五段）と試合をおこない、これも首絞めで勝ったという。
これらの試合について、のちに師の奥山龍峰（八光流開祖）が緘口令を布いたので、『奥山龍峰旅日記』で明らかにされるまで公表されなかった。
村井はその後に北米や、後世グレイシー柔術が発祥する南米に柔道を普及するなど八段まで昇段したが、段位を返上して講道館を辞去した。戦後、八光流柔術に入門し、昭和30年頃に師範を允許されると昭和33年には近々の渡仏を予定していたという。
武田惣角の逸話は諸説がある。村井が武田を締め落としたとあるが、武田に締め技を外す技もある。合気は相手に触れる前に相手の力を無力化することができる。明治４０年、武田は講道館トップを破った山形の三上富治、秋田の児玉高慶を破っていることから、まだ２０歳程度の村井に負けるとは思えない。立会者もいない。武田は２３歳のとき、福島事件の格闘で瀕死の重傷を負い、以降、懐に小刀を持った。あるいは博徒集団との闘いもあり小刀を持ったという。村井は武器を持っていないのに、武田が武器を持つようになったというのは信ぴょう性がない。当時、合気は何であるのか、武田以外にわかる人物がいないため、このような話が生まれたと思われる。

## サンボとの関係
ソ連の格闘技サンボ草創に関わる出来事として、師である苫米地英俊 率いる村井ら小樽高商柔道部と、ロシアの柔道家達とのウラジオストックに於ける1917年6月の交流が指摘される事がある。この時ロシア側と同柔道部は五人制で交流戦をおこない、日本の全勝に終わったと伝えられる。

## その他の客観的な戦績
上述の日露団体戦以外にも、いささか逆説的ながら有意に試合をしていないという行跡を他校の歴史資料 や、同時代の専門誌 に見出す事が出来る。
戦前の高専大会において六連覇を含め10度の優勝を数えた名門北大予科が、村井の在学期間に相当する1915年～1917年を挟む18年間にあって、他の年度では小樽高商との対抗戦を施行している中、村井が在学していた三年間に限り同試合がおこなわれていない。同18年間、他年度は全て北大予科勝利に終わっているものの、その間ただの一年も中断がなく、まさしく村井とオーバーラップした形で立て続けに中断とされた当該三年間が際立つ状況となっている。